# Os metastyloideum
Os metastyloideum is de benaming voor een extra handwortelbeentje, gelegen aan de dorsale zijde van de handwortel, tussen het os trapezoideum, het os capitatum en de processus styloideus van het derde middenhandsbeentje in. Het botje kan vrijliggen of zijn gefuseerd met een van de omliggende beentjes.
Op röntgenfoto's wordt een os metastyloideum soms onterecht aangemerkt als afwijkend, losliggend botdeel of als fractuur.